# Getap (Szirak)
Getap – wieś w Armenii, w prowincji Szirak. W 2011 roku liczyła 797 mieszkańców.